# Senatori del Dakota del Sud
Il Dakota del Sud elegge senatori di classe 2 e 3. Gli attuali senatori sono i repubblicani John Thune e Mike Rounds.

## Elenco

### Classe 2
| N.      | Foto    | Senatore           | Partito                            | Carica            | Carica            | Congresso                                                      | Mandati | Elezioni                                                                           |
| N.      | Foto    | Senatore           | Partito                            | Inizio            | Termine           | Congresso                                                      | Mandati | Elezioni                                                                           |
| ------- | ------- | ------------------ | ---------------------------------- | ----------------- | ----------------- | -------------------------------------------------------------- | ------- | ---------------------------------------------------------------------------------- |
| 1       |         | Richard Pettigrew  | Repubblicano poi Silver Republican | 2 novembre 1889   | 3 marzo 1901      | 51 · 52 · 53 · 54 · 55 · 56                                    | 2       | 1888 · 1894 Perse la rielezione                                                    |
| 2       |         | Robert J. Gamble   | Repubblicano                       | 4 marzo 1901      | 3 marzo 1913      | 57 · 58 · 59 · 60 · 61 · 62                                    | 2       | 1900 · 1907 Non ottenne la ricandidatura                                           |
| 3       |         | Thomas Sterling    | Repubblicano                       | 4 marzo 1913      | 3 marzo 1925      | 63 · 64 · 65 · 66 · 67 · 68                                    | 2       | 1913 · 1918 Non ottenne la ricandidatura                                           |
| 4       |         | William McMaster   | Repubblicano                       | 4 marzo 1925      | 3 marzo 1931      | 69 · 70 · 71                                                   | 1       | 1924 Perse la rielezione                                                           |
| 5       |         | William J. Bulow   | Democratico                        | 4 marzo 1931      | 3 gennaio 1943    | 72 · 73 · 74 · 75 · 76 · 77                                    | 2       | 1930 · 1936 Non ottenne la ricandidatura                                           |
| 6       |         | Harlan Bushfield   | Repubblicano                       | 3 gennaio 1943    | 27 settembre 1948 | 78 · 79 · 80                                                   | 1⁄2     | 1942 Deceduto                                                                      |
| Vacante | Vacante | Vacante            | Vacante                            | 27 settembre 1948 | 6 ottobre 1948    | 80                                                             |         |                                                                                    |
| 7       |         | Vera Bushfield     | Repubblicano                       | 6 ottobre 1948    | 26 dicembre 1948  | 80                                                             | 1⁄2     | Nominata per terminare il mandato del marito Dimessasi all'elezione del successore |
| Vacante | Vacante | Vacante            | Vacante                            | 26 dicembre 1948  | 31 dicembre 1948  | 80                                                             |         |                                                                                    |
| 8       |         | Karl E. Mundt      | Repubblicano                       | 31 dicembre 1948  | 3 gennaio 1973    | 80 · 81 · 82 · 83 · 84 · 85 · 86 · 87 · 88 · 89 · 90 · 91 · 92 | 4       | 1948 · 1954 · 1960 · 1966 Non ricandidatosi                                        |
| 9       |         | James Abourezk     | Democratico                        | 3 gennaio 1973    | 3 gennaio 1979    | 93 · 94 · 95                                                   | 1       | 1972 Non ricandidatosi                                                             |
| 10      |         | Larry Pressler     | Repubblicano                       | 3 gennaio 1979    | 3 gennaio 1997    | 96 · 97 · 98 · 99 · 100 · 101 · 102 · 103 · 104                | 3       | 1978 · 1984 · 1990 Perse la rielezione                                             |
| 11      |         | Timothy P. Johnson | Democratico                        | 3 gennaio 1997    | 3 gennaio 2015    | 105 · 106 · 107 · 108 · 109 · 110 · 111 · 112 · 113            | 3       | 1996 · 2002 · 2008 Non ricandidatosi                                               |
| 12      |         | Mike Rounds        | Repubblicano                       | 3 gennaio 2015    | in carica         | 114 · 115 · 116 · 117 · 118 · 119                              | 2       | 2014 · 2020                                                                        |

### Classe 3
| N.      | Foto    | Senatore            | Partito                                     | Carica           | Carica           | Congresso                                                             | Mandati | Elezioni                                                                     |
| N.      | Foto    | Senatore            | Partito                                     | Inizio           | Termine          | Congresso                                                             | Mandati | Elezioni                                                                     |
| ------- | ------- | ------------------- | ------------------------------------------- | ---------------- | ---------------- | --------------------------------------------------------------------- | ------- | ---------------------------------------------------------------------------- |
| 1       |         | Gideon C. Moody     | Repubblicano                                | 2 novembre 1889  | 3 marzo 1891     | 51                                                                    | 1       | 1889                                                                         |
| 2       |         | James H. Kyle       | Indipendente poi Populista poi Repubblicano | 3 marzo 1891     | 1 luglio 1901    | 52 · 53 · 54 · 55 · 56 · 57                                           | 1 1⁄2   | 1891 · 1896 Deceduto                                                         |
| Vacante | Vacante | Vacante             | Vacante                                     | 1 luglio 1901    | 11 luglio 1901   | 57                                                                    |         |                                                                              |
| 3       |         | Alfred B. Kittredge | Repubblicano                                | 11 luglio 1901   | 3 marzo 1909     | 57 · 58 · 59 · 60                                                     | 1 1⁄2   | Eletto per terminare il mandato · 1902 Non ottenne la ricandidatura          |
| 4       |         | Coe I. Crawford     | Repubblicano                                | 3 marzo 1909     | 3 marzo 1915     | 61 · 62 · 63                                                          | 1       | 1909 Non ottenne la ricandidatura                                            |
| 5       |         | Edwin S. Johnson    | Democratico                                 | 4 marzo 1915     | 3 marzo 1921     | 64 · 65 · 66                                                          | 1       | 1914 Non ricandidatosi                                                       |
| 6       |         | Peter Norbeck       | Repubblicano                                | 4 marzo 1921     | 20 dicembre 1936 | 67 · 68 · 69 · 70 · 71 · 72 · 73 · 74                                 | 2 1⁄2   | 1920 · 1926 · 1932 Deceduto                                                  |
| Vacante | Vacante | Vacante             | Vacante                                     | 20 dicembre 1936 | 29 dicembre 1936 | 74                                                                    |         |                                                                              |
| 7       |         | Herbert Hitchcock   | Democratico                                 | 29 dicembre 1936 | 8 novembre 1936  | 75                                                                    | 1⁄2     | Nominato per continuare il mandato Perse l'elezione per terminare il mandato |
| 8       |         | Gladys Pyle         | Repubblicano                                | 9 novembre 1938  | 3 gennaio 1939   | 75                                                                    | 1⁄2     | Eletta per terminare il mandato                                              |
| 9       |         | John Gurney         | Repubblicano                                | 3 gennaio 1939   | 3 gennaio 1951   | 76 · 77 · 78 · 79 · 80 · 81                                           | 2       | 1938 · 1944 Non ottenne la ricandidatura                                     |
| 10      |         | Francis H. Case     | Repubblicano                                | 3 gennaio 1951   | 22 giugno 1962   | 82 · 83 · 84 · 85 · 86 · 87                                           | 1 1⁄2   | 1950 · 1956 Deceduto                                                         |
| Vacante | Vacante | Vacante             | Vacante                                     | 22 luglio 1962   | 9 luglio 1962    | 87                                                                    |         |                                                                              |
| 11      |         | Joseph H. Bottum    | Repubblicano                                | 9 luglio 1962    | 3 gennaio 1963   | 87                                                                    | 1⁄2     |                                                                              |
| 12      |         | George McGovern     | Democratico                                 | 3 gennaio 1963   | 3 gennaio 1981   | 88 · 89 · 90 · 91 · 92 · 93 · 94 · 95 · 96                            | 3       | 1962 · 1968 · 1974 Perse la rielezione                                       |
| 13      |         | James Abdnor        | Repubblicano                                | 3 gennaio 1981   | 3 gennaio 1987   | 97 · 98 · 99                                                          | 1       | 1980 Perse la rielezione                                                     |
| 14      |         | Tom Daschle         | Democratico                                 | 3 gennaio 1987   | 3 gennaio 2005   | 100 · 101 · 102 · 103 · 104 · 105 · 106 · 107 · 108                   | 3       | 1986 · 1992 · 1998 Perse la rielezione                                       |
| 15      |         | John Thune          | Repubblicano                                | 3 gennaio 2005   | in carica        | 109 · 110 · 111 · 112 · 113 · 114 · 115 · 116 · 117 · 118 · 119 · 120 | 4       | 2004 · 2010 · 2016 · 2022                                                    |